# Lụy tình

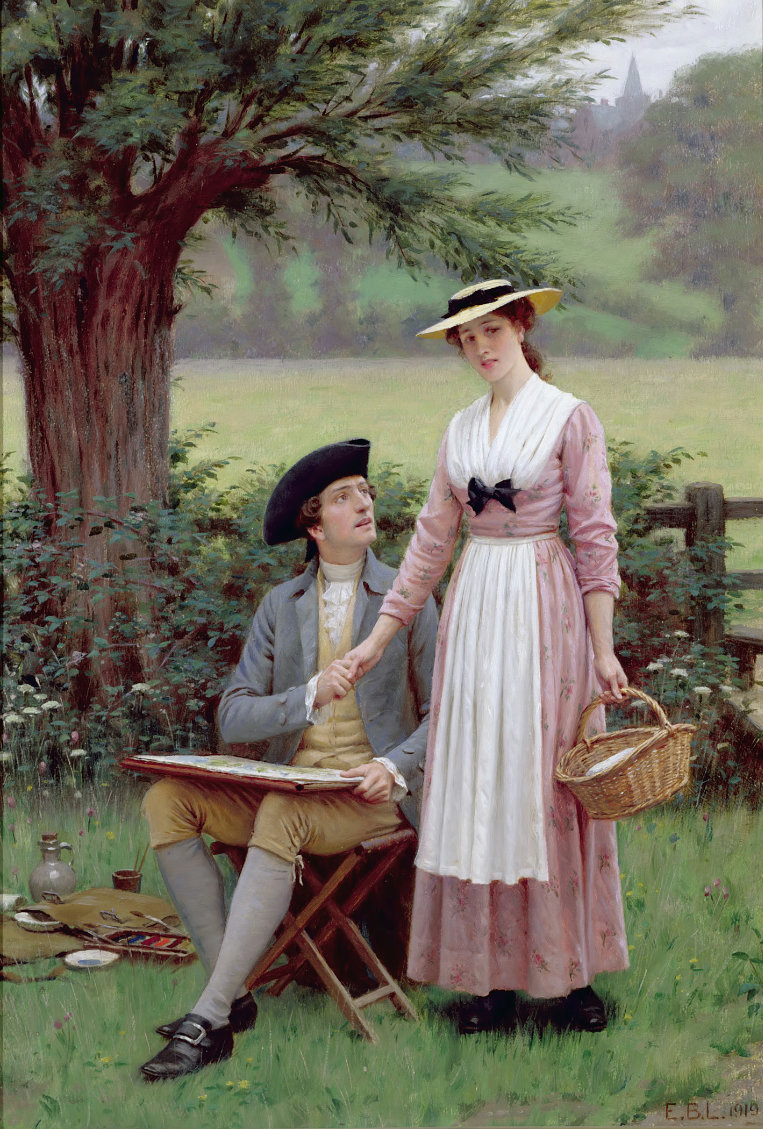
Họa phẩm tả cảnh lụy tình của nam nhân

Lụy tình (Lovestruck) hay đắm say tình ái có nghĩa là có các triệu chứng về tinh thần và thể chất liên quan đến tình trạng phải lòng: "Yêu say đắm... có nghĩa là bị tình yêu chinh phục... bạn bị cảm xúc yêu thương đánh trúng vào tim". Mặc dù yêu say đắm hay luỵ tình từ lâu đã được coi là một bệnh tâm thần ngắn hạn do những thay đổi mạnh mẽ liên quan đến tình yêu lãng mạn gây ra, nhưng quan điểm này đã không còn được thuyết phục kể từ khi mô hình bốn thể dịch bị loại bỏ, và kể từ khi tâm thần học khoa học hiện đại ra đời. Khái niệm này gắn liền với một tập hợp các phép ẩn dụ cố gắng truyền tải tốc độ và cường độ của cảm xúc phải lòng bằng cách mô tả nó như một quá trình vật lý của việc say tình hoặc bị sét đánh trúng. Mặt khác, việc phải lòng thường được mô tả bằng cách liên hệ đến mũi tên của Thần tình yêu. Say tình được mô tả là một trạng thái tâm lý không tự chủ, đặc trưng bởi những suy nghĩ ám ảnh, mong muốn mãnh liệt được đối phương đáp lại tình cảm, và sự phụ thuộc cảm xúc nặng nề vào hành động của họ. Một người đang trong trạng thái lụy tình thì tâm hồn vốn đã chất chứa sầu muộn và bất an bởi lụy tình là một trạng thái tâm lý yếu đuối, tạo ra một khoảng trống giá trị bên trong nội tâm và tâm trí. Đối với những người có sự phụ thuộc cảm xúc cao có thể dẫn đến các vấn đề tâm lý như trầm cảm và lo âu kéo dài.

## Tâm lý học
Thế kỷ XX chứng kiến khái niệm về bệnh tương tư được tái định nghĩa bởi phân tâm học. Ngay từ năm 1915, Freud đã đặt câu hỏi tu từ: "Phải chăng cái mà chúng ta gọi là 'phải lòng' là một loại bệnh hoạn và điên rồ, một ảo tưởng, một sự mù quáng trước con người thật của người mình yêu?". Nửa thế kỷ sau, vào năm 1971, Hans Loewald đã tiếp tục chủ đề này, so sánh việc phân tích "với những đam mê và xung đột được khơi dậy trong trạng thái đang yêu, mà theo quan điểm của trật tự thông thường, giọng điệu cảm xúc và kỷ luật của cuộc sống, giống như một căn bệnh, với tất cả sự ngọt ngào và nỗi đau chất chứa của nó". Một bài viết năm 2005 của Frank Tallis cho rằng việc bị mê hoặc, say đắm bởi tình yêu lãng mạn nên được các chuyên gia coi trọng hơn. "Đối với những nạn nhân của tình yêu, thế giới dường như thay đổi. Thay thế cho sự tẻ nhạt của trải nghiệm thông thường là sự trọn vẹn". Lụy tình là trạng thái phụ thuộc cảm xúc một cách cực đoan vào một người khác, đây là một trạng thái kéo dài, một quá trình khi tình yêu đã phát triển đến mức phụ thuộc và mất cân bằng. Người lụy tình đánh mất bản sắc, sự tự chủ và đặt toàn bộ giá trị, hạnh phúc và sự tồn tại của bản thân vào đối phương và mối quan hệ với họ tạo ra sự yếu đuối, nhu nhược. Một người đàn ông lụy tình thường có nhu cầu về sự an toàn, sự ổn định và sự trấn an liên tục về mặt tình cảm và cảm xúc, tìm kiếm sự trọn vẹn của mình thông qua người khác, nên sự phụ thuộc cảm xúc và níu kéo này là gánh nặng lớn nhất. 
Trong tâm lý học, người đàn ông lụy tình có thể biểu hiện kiểu gắn bó lo âu, luôn khao khát sự gần gũi nhưng đồng thời lại không ngừng lo sợ rằng đối phương sẽ không yêu thương và sẽ rời bỏ họ. Anh ta đang đuổi theo bóng ma của chính tâm hồn mình. Một người luỵ tình thường đánh mất bản thân, từ bỏ sở thích, bạn bè, các mối quan hệ xã hội và thậm chí cả mục tiêu sự nghiệp của mình để dành toàn bộ thời gian và tâm trí cho đối phương. Thế giới của họ thu hẹp lại chỉ còn duy nhất một người phụ nữ, họ không còn là một sinh thể có chủ quyền. Tâm trạng của họ lên xuống thất thường hoàn toàn dựa vào hành động của đối phương, đó là sự phụ thuộc cảm xúc trầm trọng. Một tin nhắn trả lời chậm, một cuộc gọi nhỡ, một ánh nhìn khác lạ hay ánh mắt lảng tránh cũng đủ khiến họ lo âu, dằn vặt và suy diễn. Họ sẵn sàng hy sinh mọi nhu cầu, mong muốn, thậm chí cả sức khỏe và lòng tự trọng của mình để làm hài lòng người kia, ngay cả khi không được đáp lại hoặc bị đối xử tệ. Ghen tuông và kiểm soát mù quáng sẽ xuất hiện vì nỗi sợ bị bỏ rơi quá lớn, thường ghen tuông vô cớ và tìm cách kiểm soát đối phương (thời gian, các mối quan hệ bạn bè) để tạo cảm giác an toàn giả tạo. Họ đặt người yêu lên một bệ thờ, chỉ nhìn thấy những điểm tốt đẹp và phớt lờ hoặc biện minh cho mọi sai lầm, khuyết điểm hay hành vi độc hại của người đó. Không thể dứt ra sau khi chia tay, khi mối quan hệ kết thúc, họ cảm thấy như thế giới sụp đổ, quằn quại đau xót, sầu khổ vật vã trong thời gian dài, liên tục tìm cách níu kéo, van xin một cách thảm hại và không thể tiếp tục cuộc sống bình thường.